# Schaghticoke (hrabstwo Rensselaer)
Schaghticoke – wieś w Stanach Zjednoczonych, w stanie Nowy Jork, w hrabstwie Rensselaer.